# Cratere Ayr
Ayr  è un cratere sulla superficie di Marte.